# Kang Hyeon-mu
Đây là một tên người Triều Tiên, họ là Kang.
Kang Hyeon-mu (tiếng Hàn: 강현무; sinh ngày 13 tháng 3 năm 1995) là một cầu thủ bóng đá Hàn Quốc thi đấu ở vị trí thủ môn cho Pohang Steelers.

## Sự nghiệp
Kang Hyeon-mu được đẩy lên đội một của Pohang Steelers vào tháng 1 năm 2014. Anh có màn ra mắt ngày 12 tháng 3 năm 2017.